# (4803) Birkle
(4803) Birkle ist ein Asteroid des Hauptgürtels, der am 1. Dezember 1989 vom deutschen Amateurastronomen Johann M. Baur am Osservatorio di Chions (IAU-Code 567)  in Chions in der Region Friaul-Julisch Venetien entdeckt wurde.
Der Asteroid ist Mitglied der Koronis-Familie, einer Gruppe von Asteroiden, die nach (158) Koronis benannt ist.
(4803) Birkle wurde nach dem deutschen Astronomen Kurt Birkle (1939–2010) benannt, der von 1974  bis 1998 das Calar-Alto-Observatorium in der spanischen Provinz Almería leitete.